# Primera División 1990 (Cile)
L'edizione 1990 della Primera División è stata la 59ª edizione del massimo torneo calcistico cileno. Il campionato fu vinto dal Colo-Colo per la 17ª volta nella sua storia. Inoltre, è stato il primo torneo dell'Universidad de Chile nella Primera Division, dopo essere stato un anno nella Segunda Division.

## Formula
La Federazione cilena scelse di semplificare la formula del campionato rispetto all'anno precedente e optò per un girone unico all'italiana. La Liguilla Pre-Libertadores è una fase di play-off che serve a determinare la 2ª squadra cilena classificata alla Copa Libertadores.

## Classifica
| Pos. | Squadra               | G  | V  | N  | S  | GF | GS | DR  | P  |
| ---- | --------------------- | -- | -- | -- | -- | -- | -- | --- | -- |
| 1    | Colo-Colo             | 30 | 17 | 10 | 3  | 60 | 22 | 38  | 46 |
| 2    | Universidad Católica  | 30 | 13 | 11 | 6  | 64 | 41 | 23  | 38 |
| 3    | Unión Española        | 30 | 13 | 10 | 7  | 60 | 37 | 23  | 37 |
| 4    | O'Higgins             | 30 | 15 | 4  | 11 | 52 | 45 | 7   | 35 |
| 5    | Palestino             | 30 | 12 | 9  | 9  | 52 | 45 | 7   | 33 |
| 6    | Deportes Concepción   | 30 | 12 | 9  | 9  | 41 | 45 | -4  | 33 |
| 7    | Cobreloa              | 30 | 11 | 9  | 10 | 44 | 42 | 2   | 31 |
| 8    | Deportes La Serena    | 30 | 9  | 12 | 9  | 44 | 41 | 3   | 30 |
| 9    | Cobresal              | 30 | 9  | 11 | 10 | 34 | 38 | -4  | 29 |
| 10   | Arturo Fernández Vial | 30 | 7  | 13 | 10 | 29 | 49 | -20 | 27 |
| 11   | Universidad de Chile  | 30 | 7  | 12 | 11 | 37 | 39 | -2  | 26 |
| 12   | Santiago Wanderers    | 30 | 7  | 12 | 11 | 39 | 53 | -14 | 26 |
| 13   | Naval                 | 30 | 8  | 9  | 13 | 32 | 47 | -15 | 25 |
| 14   | Everton               | 30 | 7  | 10 | 13 | 30 | 42 | -12 | 24 |
| 15   | Deportes Iquique      | 30 | 9  | 6  | 15 | 43 | 56 | -13 | 24 |
| 16   | Huachipato            | 30 | 3  | 15 | 12 | 24 | 43 | -19 | 21 |

|  | Campione. Qualificata alla Coppa Libertadores 1991 |
|  | Qualificata per la Liguilla Pre-Libertadores       |
|  | Qualificata per la Liguilla de Promoción           |
|  | Retrocessa in Primera B                            |

## Liguilla Pre-Libertadores
| Pos | Equipo               | PJ | PG | PE | PP | GF | GC | Dif | Pts |
| --- | -------------------- | -- | -- | -- | -- | -- | -- | --- | --- |
| 1   | Deportes Concepción  | 3  | 2  | 0  | 1  | 5  | 4  | 1   | 4   |
| 2   | Universidad Católica | 3  | 1  | 1  | 1  | 6  | 5  | 1   | 3   |
| 3   | O'Higgins            | 3  | 1  | 1  | 1  | 3  | 5  | -2  | 3   |
| 4   | Unión Española       | 3  | 1  | 0  | 2  | 3  | 3  | 0   | 2   |

|  | Qualificata alla Coppa Libertadores 1991 |

## Liguilla de Promoción
Le 4 squadre che hanno partecipato a quel campionato hanno dovuto giocare in un unico locale, in questo caso in Coquimbo e contestati in un formato di tutti contro tutti in 3 date. I due vincitori giocheranno nel 1991, mentre i 2 perdenti giocheranno nella seconda divisione del Cile, per lo stesso anno menzionato.
| Pos | Equipo               | PJ | PG | PE | PP | GF | GC | Dif | Pts |
| --- | -------------------- | -- | -- | -- | -- | -- | -- | --- | --- |
| 1   | Everton              | 3  | 1  | 2  | 0  | 6  | 4  | 2   | 4   |
| 2   | Naval                | 3  | 2  | 0  | 1  | 5  | 3  | 2   | 4   |
| 3   | Deportes Antofagasta | 3  | 0  | 2  | 1  | 7  | 9  | -2  | 2   |
| 4   | Rangers              | 3  | 0  | 2  | 1  | 4  | 6  | -2  | 1   |

|  | Giocheranno in Primera División 1991 |
|  | Giocheranno in Seconda División 1991 |

All'inizio di quell'anno 1991 Naval è stato sciolto dalla Armada del Cile, motivo per cui ha perso la sua quota nella Prima Divisione e nel calcio professionistico e la sua quota è stata occupata Dal Deportes Antofagasta, che era il terzo di quella liguilla e lasciato a Rangers, come l'equipaggiamento unico della Seconda Divisione, che rimane in quella categoria , Per quell'anno menzionato.

## Verdetti
- Colo-Colo campione del Cile
- Colo-Colo e Deportes Concepción qualificate alla Coppa Libertadores 1991.
- Deportes Iquique e Huachipato retrocesse in Primera B.
- Naval si è sciolto.